# The Dark Knight Returns
Batman: The Dark Knight Returns là một bộ truyện tranh bốn tập năm 1986 về Người Dơi, được viết bởi Frank Miller, minh họa bởi Miller và Klaus Janson, và được xuất bản bởi DC Comics. Khi bộ truyện được hợp nhất thành một tập duy nhất vào cuối năm đó, tiêu đề cho tập đầu tiên đã được sử dụng cho toàn bộ câu chuyện. The Dark Knight Returns kể về Bruce Wayne ở tuổi 55, người đã "tái xuất giang hồ" để chống lại tội phạm và vấp phải sự phản đối của lực lượng cảnh sát thành phố Gotham và chính phủ Hoa Kỳ. Bộ truyện cũng giới thiệu Carrie Kelley là một Robin mới và băng đảng tội phạm đường phố tự xưng là Mutants. The Dark Knight Returns cũng có sự trở lại của những kẻ thù truyền kiếp của Batman như Two-Face và Joker, và kết thúc bằng cuộc đối đầu với Superman, người thay mặt chính phủ Mỹ để ngăn cản Batman.
Trong phần trước Flashpoint DC Multiverse, các sự kiện của The Dark Knight Returns và các tựa game liên quan đã được chỉ định xảy ra trên Earth-31.

## Nội dung
The Dark Knight Returns lấy bối cảnh ở Thành phố Gotham vào năm 1986. Bruce Wayne, 55 tuổi, người đã từ bỏ lớp áo Batman sau cái chết của Jason Todd vào mười năm trước, hiện đang sống một cuộc sống của người bình thường. Do không còn Batman nên tội phạm đang lan tràn khắp thành phố và một băng đảng tự xưng là "Những kẻ đột biến" (Mutants) đã bắt đầu khủng bố người dân Gotham. Sau khi vô tình nhìn thấy cái chết của cha mẹ mình trong một chương trình truyền hình The Mark of Zorro trên TV và xem các bản tin thời sự về tội ác của Mutants, Wayne đã trở lại cuộc sống của Villigant (những người tự thực thi công lí). Trong đêm đầu tiên, ông đã ngăn chặn được nhiều vụ phạm tội - bao gồm một cuộc tấn công vào hai cô gái trẻ, Carrie Kelley và người bạn Michelle của cô. Trong khi cố gắng ngăn chặn một vụ cướp có vũ trang, Batman biết rằng những người liên quan đang làm việc cho Harvey Dent. Dent, trước đây được biết đến với cái tên Hai mặt, trải qua quá trình trị liệu rộng rãi và phẫu thuật thẩm mỹ do Wayne tài trợ để tái hòa nhập với xã hội. Batman thông báo cho Ủy viên James Gordon rằng Dent có thể đang lên kế hoạch cho một nhiệm vụ lớn hơn. Ngay sau đó, Dent chiếm quyền điều khiển các đài truyền hình của thành phố và đe dọa sẽ đánh bom nếu không có tiền chuộc. Khi Batman đánh bại Dent và những thủ hạ của hắn, ông nhận ra rằng tâm trí của Dent đã hoàn toàn quay trở lại nhân cách Hai mặt do bị ám ảnh bởi các tội ác trong quá khứ.
Lấy cảm hứng từ Batman, Kelley mua cho mình một bộ trang phục mô phỏng Robin và tìm kiếm, tìm cách giúp ông. Cô biết rằng Batman sẽ ở bãi rác thành phố và đi đến đó. Mặc dù Batman đánh bại các thành viên Mutants bằng vũ khí tối tân của mình, nhưng Thủ lĩnh của Mutant đã khiêu khích Batman và buộc ông đấu tay đôi với hắn. Người dơi, mặc dù có thể sánh ngang với Thủ lĩnh về sức mạnh, nhưng lại rất yếu và hơi chậm do một thập kỷ không hoạt động khiến cho ông bị thương nặng. Kelley đã đánh lạc hướng hắn, cho phép Người Dơi làm bất động Thủ lĩnh và trốn thoát. Tại Batcave, quản gia của Wayne, Alfred Pennyworth chữa trị cho Bruce trong khi Kelley đứng nhìn trang phục Robin thuộc về Todd. Wayne quyết định giữ Kelley làm bạn đồng hành mới. Gordon cho phép Batman đánh bại Thủ lĩnh Mutant (người mà ông đã bắt giữ) theo cách riêng của mình. Cả hai tham gia vào một cuộc chiến tại một đường ống thoát nước thải được bao quanh bởi các thành viên của băng đảng Mutant. Batman tận dụng bùn từ nước thải để làm chậm hắn, khiến Thủ lĩnh thất bại thảm hại. Khi thấy Batman đánh bại thủ lĩnh của mình, băng Mutants tan rã và một số thành viên đổi tên thành Sons of Batman, sử dụng những phương pháp bạo lực để chống tại tội phạm.
Tại Nhà Trắng, Superman và tổng thống đương nhiệm Ronald Reagan thảo luận về các sự kiện ở Gotham, sau đó cho thấy Superman sẽ phải bắt giữ Batman. Superman trả lời tổng thống rằng anh ta chỉ có thể nói chuyện với Wayne. Sau đó, Superman được Washington triển khai tới hòn đảo Mỹ Latinh Corto, nơi anh chiến đấu với quân đội của Liên Xô trong một cuộc xung đột có thể làm nổ ra Thế chiến III.
Gordon giao lại vai trò ủy viên cho Đại úy Ellen Yindel, người đưa ra tuyên bố rằng Batman là tội phạm bị truy nã vì các hành vi phạm tội của mình. Đồng thời, sự trở lại của Người Dơi đã làm Joker thức tỉnh khỏi catatonia tại Nhà thương điên Arkham. Với mục đích đổi mới, Joker thao túng những người chăm sóc hắn để cho phép hắn ta tham gia một chương trình trò chuyện trên truyền hình. Sau đó, Joker giết nhiều người tại trường quay bằng khí gas và trốn thoát. Với sự giúp đỡ của Selina Kyle, Batman và Robin đi theo hắn đến một hội chợ của quận và phải trốn tránh khỏi sự truy đuổi của cảnh sát do Yindel lãnh đạo. Ở đó, họ nhận ra rằng Joker đang cố gắng giết những người có mặt ở đó. Batman đánh bại Joker trong một cuộc đánh tay đôi, và kết thúc khi hắn ta tự sát bằng cách bẻ gãy cổ của mình để buộc tội Batman giết người. Sau khi bị cảnh sát Gotham truy đuổi, Batman trốn thoát với sự giúp đỡ của Robin và một cuộc săn lùng toàn thành phố bắt đầu.
Superman chuyển hướng một đầu đạn hạt nhân của Liên Xô đang trên đường đến Corto, nhưng vì vụ nổ của nó quá lớn khiến anh gần như thiệt mạng. Hậu quả là Hoa Kỳ bị ảnh hưởng bởi xung điện từ và rơi vào tình trạng hỗn loạn trong thời gian mất điện. Ở Gotham, Batman nhận ra những gì đã xảy ra, ông và Robin biến những thành viên Mutants và băng Sons of the Batman còn lại thành một đội dân phòng không gây chết người. Giữa lúc mất điện, Gotham trở thành thành phố an toàn nhất trong cả nước. Chính phủ Hoa Kỳ coi đây là một sự bối rối và ra lệnh cho Superman loại bỏ Batman. Oliver Queen dự đoán với Wayne rằng Superman và Người dơi sẽ có cuộc đối đầu cuối cùng. Superman yêu cầu được gặp Batman. Biết mình có thể chết, Wayne chọn Crime Alley, nơi đầu tiên anh trở thành Người Dơi để chiến đấu.
Superman cố gắng nói chuyện với Batman, nhưng Batman sử dụng các phát minh công nghệ và thành thạo chiến đấu tay đôi để chiến đấu với anh trên mặt đất. Trong trận chiến, Superman thỏa hiệp với ngoại lệ của Người Dơi, trong khi Queen bắn một mũi tên có đầu nhọn kryptonite để làm Superman yếu đi. Batman tiết lộ rằng ông cố tình tha mạng cho Superman bằng cách không sử dụng hỗn hợp kryptonite mạnh hơn; cuộc chiến và trải nghiệm cận tử có ý nghĩa như một lời cảnh báo cho Superman tránh xa khỏi Batman. Trước khi có thể đánh bại hoàn toàn Superman, Batman đột nhiên lên cơn đau tim, dường như sắp chết. Alfred phá hủy Batcave và Wayne Manor trước khi chết vì đột quỵ, để che giấu tất cả bí mật, công cụ và phương pháp khi Wayne còn là Batman. Sau tang lễ của Wayne, người ta tiết lộ rằng cái chết của Wayne được dàn dựng bằng cách sử dụng pha chế hóa học của chính ông để tạm ngưng các dấu hiệu sự sống của ông. Clark Kent tham dự đám tang và nháy mắt với Robin sau khi nghe thấy nhịp tim của Wayne. Một thời gian sau, Bruce Wayne dẫn Robin, Queen và những người đi theo ông vào hang động bên ngoài Batcave và chuẩn bị tiếp tục cuộc chiến chống tội phạm.

## Nhân vật
- Bruce Wayne/Batman: Bruce Wayne năm nay 55 tuổi và đã gác kiếm trong một thập kỷ. Khi ông thấy tội phạm trở nên phổ biến hơn không chỉ ở thành phố Gotham mà cả thế giới, Wayne cảm thấy một khát vọng mạnh mẽ trở lại khi trở thành Người Dơi và thoát khỏi trầm cảm.
- Alfred Pennyworth: Người quản gia, bác sĩ và người bạn đáng tin cậy của Wayne; bây giờ ở tuổi tám mươi.
- Carrie Kelley / Robin: Một cô bé 13 tuổi có cha mẹ vắng mặt, người sau này trở thành bạn đồng hành của Batman, Robin. Xuyên suốt câu chuyện, cô thường xuyên bị nhầm với "Boy Wonder" trước đây. Sau khi cô cứu được Batman, ông đã đặt niềm tin vào cô chống lại mong muốn của Alfred.
- James Gordon: Ủy viên về hưu của Sở cảnh sát thành phố Gotham, người nghỉ hưu vào sinh nhật lần thứ 70 của mình. Ông nhận thức được danh tính thực sự của Batman.
- Harvey Dent / Hai mặt: Hiện đã ngoài 50 tuổi và đã trải qua 12 năm ở Nhà thương điên Arkham, Harvey Dent đã được Bác sĩ Wolper điều trị trong ba năm và khuôn mặt của anh đã được sửa chữa bằng phẫu thuật thẩm mỹ. Mặc dù bác sĩ cho anh một cơ hội để tái hòa nhập với xã hội và trở thành người lương thiện, nhưng anh ta vẫn là Hai mặt. Dent khủng bố thành phố với khuôn mặt bị băng bó vì bây giờ anh ta cảm thấy cả hai mặt của mình đều có sẹo.
- Joker: Kẻ thù không đội trời chung của Batman, giờ đã 50 tuổi, thức tỉnh từ trạng thái catatonic khi biết về sự tái xuất của Batman. Hắn lên kế hoạch cho một tội ác tàn bạo để đổ tội cho Người Dơi, tạo ra các sự kiện dẫn đến một cuộc đối đầu cuối cùng.
- Thủ lĩnh Mutant: Người đứng đầu xảo quyệt, tàn bạo của Mutants, là kẻ tìm cách kiểm soát Gotham và giết bất cứ ai chống lại hắn.
- Tiến sĩ Bartholomew Wolper: Bác sĩ tâm lí của Hai mặt và Joker và là người phản đối sự trở lại của Batman. Wolper tin chắc rằng Joker và Two-Face đều là nạn nhân của cuộc thập tự chinh do Batman thực hiện. Ông bị giết khi Joker rạch cổ bằng một chiếc cốc bị vỡ.
- Ellen Yindel: Người kế nhiệm của James Gordon. Một đại úy trong Sở cảnh sát thành phố Gotham, cô là một người chống đối lại sự xuất hiện của Người Dơi, nhưng bắt đầu nghi ngờ chính mình sau hành vi phạm tội của Joker.
- Thị trưởng thành phố Gotham: Thị trưởng vô danh của thành phố Gotham. Ông cố gắng thương lượng hòa bình với Thủ lĩnh Mutant nhưng lại bị giết chết.
- Phó Thị trưởng Stevenson: Phó thị trưởng thành phố Gotham, người sau này trở thành thị trưởng mới sau khi cựu thị trưởng bị giết bởi Thủ lĩnh Mutant. Ông tuyên bố rằng Ủy viên Ellen Yindel sẽ đưa ra quyết định về cách hành động với Batman.
- Ronald Reagan: Tổng thống Hoa Kỳ. Ông ta đã yêu cầu  Superman đối phó với Batman ở thành phố Gotham.
- Oliver Queen: Sau khi các siêu anh hùng bị đặt ra ngoài vòng pháp luật, Queen, giờ đã ở tuổi cuối năm mươi, thực hiện một cuộc nổi loạn bí mật chống lại sự áp bức của chính phủ, bao gồm cả việc chìm tàu ngầm hạt nhân. Ông bị mất cánh tay trái và đổ lỗi cho Superman. Mặc dù bị khuyết tật, Queen vẫn là một tay thiện xạ có tay nghề cao.
- Kal-El / Clark Kent / Superman: Superman hiện là một đặc vụ của chính phủ Hoa Kỳ và danh tính bí mật đã được biết đến của anh ta khi cựu phóng viên Daily Planet Clark Kent được công khai. Trong suy nghĩ bên trong của mình, anh coi thường mình là một công cụ của chính phủ, nhưng anh ta tin rằng đó là cách duy nhất anh ta có thể cứu sống trong thời đại ngày nay. Xuất hiện ở tuổi ba mươi, vì vóc dáng Kryptonian, quá trình lão hóa của Superman chậm hơn các đồng minh cũ, đó là một trong những lý do khiến anh ta không còn che giấu danh tính bí mật của mình. Trong cuộc chiến cuối cùng, Superman chiến đấu với Người Dơi trong nỗ lực cuối cùng để loại bỏ phe đối lập của chính phủ, nhưng bị suy yếu bởi một mũi tên Kryptonite do Queen bắn, cho phép Người Dơi tấn công anh.
- Selina Kyle: Không còn là Catdess, Selina Kyle, hiện ở độ tuổi 50, điều hành một doanh nghiệp.
- Lana Lang: Biên tập viên của Daily Planet, một người ủng hộ Batman, xuất hiện trên một loạt các cuộc tranh luận trên truyền hình.
- Dave Endochrine: Một người dẫn chương trình mời Joker và Tiến sĩ Wolper tham gia chương trình của anh ấy; Dave và khán giả của mình sau đó bị giết bởi khí độc của Joker.
- Bruno: Thủ lĩnh của một nhóm tội phạm lấy cảm hứng từ Đức Quốc xã. Làm việc cho Joker, cô chiến đấu với Batman và Robin nhưng bị Superman bắt.
- Abner: Tay sai của Joker. Hắn ta chế tạo hai con búp bê robot, Bobbie và Mary, để giết khán giả truyền hình của Joker; sau đó Abner cố gắng giết Robin nhưng bị mất đầu khi bị mắc kẹt và kéo đến động cơ của tàu lượn siêu tốc.
- Sons of Batman (S.O.B.): Một nhóm thanh thiếu niên trước đây là một phần của Mutants. Họ đã trở thành tín đồ của Batman kể từ sau sự thất bại của Thủ lĩnh Mutant, mặc dù họ quá ngang ngược và tham nhũng, thực hiện các biện pháp bạo lực để kiểm soát đường phố và thậm chí là cả Batman.